# Trapez (The Catch Trap)
Trapez (OT: The Catch Trap) ist der Titel eines Romans der US-amerikanischen Schriftstellerin Marion Zimmer Bradley aus dem Jahr 1979.
Trapez erzählt die Geschichte einer italo-amerikanischen Familie von Trapezkünstlern, den Flying Santellis, deren begabter Flieger Mario den dreifachen Salto, genannt Salto Mortale (tödlicher Salto) übt. In den 1940er- und 1950er-Jahren war dieser Akt eine große Sensation, der viele Artisten das Leben oder doch zumindest die Gesundheit kostete und den sich nur wenige Menschen weltweit zutrauten.
Neben der Beschreibung des Zirkuslebens und der Arbeit an diesem lebensgefährlichen Kunststück ist der Roman eine homoerotische Liebesgeschichte, da sich der Flieger Mario Santelli und sein jüngerer Kollege Tommy Zane, der als Nachwuchsartist bei der Familie angestellt ist, ineinander verlieben. In diesen Zeiten waren homosexuelle Kontakte in den USA und vielen anderen Ländern noch strafbar. Darüber hinaus ist Tommy zu Beginn der Beziehung noch so jung, dass es sich anfangs um eine ephebophile Beziehung handelte.
Der Roman begleitet die Santellis, insbesondere das Liebespaar Mario und Tommy, über einen Zeitraum von zehn Jahren (1944–1953). Es ist ein Buch über den Zirkus, speziell über das Fliegende Trapez, gleichzeitig aber auch ein Liebesroman und ein Bericht über die Schwierigkeiten und Gefahren, die homosexuelle Jungen und Männer vor der Zeit eines öffentlich möglichen Coming-outs zu bestehen hatten.
Der ausgeprägte Realismus des Romans macht ihn zu einem Sonderfall in der ansonsten an Fantasy ausgerichteten schriftstellerischen Produktion von Marion Zimmer Bradley.

## Erst-Editionen
- The Catch Trap, Ballantine, New York 1979, ISBN 0345280903
  - dt. Trapez. Roman, Lambda Edition, Hamburg 1985, ISBN 3925495002